# Winsome Frazier
Winsome Frazier (Miami, 2 agosto 1982) è un ex cestista statunitense.

## Palmarès
- Coppa di Cipro: 1

Keravnos: 2012